# 클러리사 할로

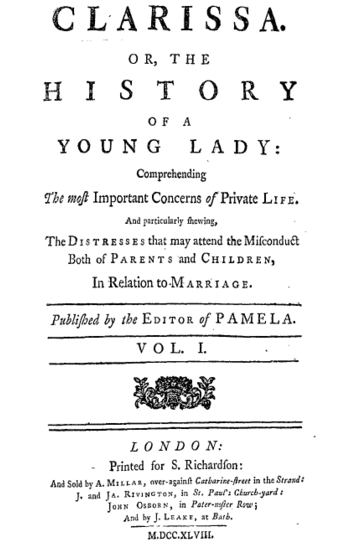

클러리사 할로(Clarissa; or, The History of a Young Lady)는 잉글랜드의 작가 새뮤얼 리처드슨이 쓴 편지 모음이다. 시작부터 끝까지 인물들이 주고받는 편지로 스토리가 전개되는 소설이다. 모든 편지는 실제로 작가가 썼으면서도 표면적으로는 작중인물들이 쓴 것을 편집인이 수집하고 정리한 것처럼 되어 있는 ‘보여 주기’ 기법을 사용한다. 따라서 독자는 겁탈당하고 심신이 탈진한 클러리사의 내면을 숨결과 체취까지 느끼며 들여다볼 수 있다. 새뮤얼 리처드슨은 이 작품으로 서간체 소설의 새 장을 열었다. 서간체 문학의 모든 기법이 완벽하게 구사되고, 모든 이점이 철저하게 활용되었다.

## 구성
클러리사 할로는 총 8권이다. 200자 원고지로 16,492장이다. 이 방대한 소설은 오늘날 영어권의 일반 독자는 물론이고 영문학과 학생들, 교수들조차도 전체를 다 읽기 어려워 축약본을 찾는다.

## 평가
영국 소설사가들은 새뮤얼 리처드슨을 같은 시기의 헨리 필딩(Henry Fielding), 토비아스 스몰렛(Tobias Smollett), 로렌스 스턴(Laurence Sterne)과 함께 영국 소설의 기초를 이끈 네 바퀴로 평가한다.
그가 ≪클러리사 할로≫ 이전에 쓴 ≪패멀라(Pamela)≫는 현대적 소설의 효시로 일컬어진다. 빈한하고 미천한 집안 출신이지만 빼어난 미모와 지혜와 신앙심을 두루 갖춘 10대 중반의 어린 하녀가 젊고 부유한 미남 지주의 온갖 유혹과 위협과 술수를 물리치고 마침내 그의 정식 아내가 된다는 ≪패멀라≫는 남녀노소 빈부귀천을 막론하고 많은 독자들을 사로잡았다. ≪패멀라≫는 비판적 시각도 만만치 않았는데, “거짓 순수성이 드러나다”라는 부제를 단 ≪반패멀라≫, 허위라는 뜻의 ‘sham’을 합성시킨 ≪섀멀라≫, ≪패멀라≫를 패러디한 ≪조지프 앤드루스≫ 등이 잇달아 출간되기까지 했다.
리처드슨은 이러한 비판에 대해 ≪클러리사 할로≫로 반격했다. ≪클러리사 할로≫는 ≪패멀라≫의 주제의식을 더욱 발전시킨 작품이다. 리처드슨은 두 작품에서 여성의 순결은 중요하며 죽음을 무릅쓰고 지킬 가치가 있다는 자신의 철학을 역설한다. 여기서의 순결은 처녀성이 아닌 인간의 기본적인 가치와 권리를 집약한 상징이다.
당시의 독자들은 리처드슨에게 여주인공을 죽이지 말고 남자 주인공과 결혼시키라고 간청했다. 그러나 작가는 인간 본연의 자유와 권리를 희롱하고 유린하는 자는 반드시 사회적·종교적 응징을 받아야 한다는 신념을 굽히지 않았고, 끝끝내 인기에 영합하지 않았다.